# 153 هيلدا
153 هيلدا كويكب كبير يقع في حزام الكويكبات الرئيسي 153 هيلدا سطحة معتم جدا لأنه يتكون من كوندريت كربونية بدائية .يبلغ قطره 170 كم وقد اكتشف قبل الفلكي النمساوي يوهان بليسا في 2 نوفبر 1875 في مرصد البحرية النمساوية في مدينة بولا
وقد تم اختيار اسم هيلدا من فبل عالم الفلك النمساوي تيودور فون، الذي أطلق عليه اسم هيلدا باسم إحدى بناته.

## المدار والعائلة
كويكب هيلدا إلية تنسب مجموعة كويكبات تسمى عائلة هيلدا (أو هيلدس للإختصار).وهي ليست عائلة حقيقية للكويكبات، لأن أعضاء العائلة غير مرتبطة ماديا، ولكنها تتشارك في العناصر المدارية.
هيلدس لها رنين مداري 2:3 مع كوكب المشتري
حيث يستغرق كوكب المشتري 11.9 سنة للدوران حول الشمس في حين هيلدا يستغرق 7.9 سنة. كوكب المشتري يدور حول الشمس مرتين في كل 3 مدارات لهيلدا.هناك أكثر من 1100 جرم آخر معروف لها رنين مداري 2:3 مع كوكب المشتري.
- حزام الكويكبات
- 326 تمارا
- كورونيس 158
- اوردا 167
- 263 درسدا
- 277 الفيرا

## وصلات خارجية
- Orbital simulation from JPL (Java) / Horizons Ephemeris
- The triangle formed by the Hilda asteroids EasySky
- 153 هيلدا في قاعدة بيانات مختبر الدفع النفاث لأجرام النظام الشمسي الصغيرة

- الاكتشاف · مخطط المدار ·  العناصر المدارية · المعلمات المادية